# Block Breaker Deluxe
Block Breaker Deluxe est un jeu vidéo développé par Gameloft Roumanie pour les téléphones mobiles. Il est également sorti sur iPod, Windows PC, la plateforme N-Gage, la Nintendo DS dans le cadre de la collection Midnight Play Pack, et la Wii en tant que jeu WiiWare. Gameloft affirme qu'il s'agit du jeu d'arcade de destruction de murs le plus vendu sur les plateformes mobiles, avec plus de 8 millions d'exemplaires vendus.
Une suite, Block Breaker Deluxe 2 (en), est ensuite sortie pour les téléphones mobiles et l'iPhone OS. Un troisième jeu, Block Breaker 3: Unlimited, est également sorti en 2012. 

## Gameplay
Le jeu est un clone de Breakout avec un décor urbain sur le thème de la boîte de nuit ou du casino,. Le but du jeu est de casser le plus de blocs possible sans faire tomber la balle. Au fur et à mesure qu'il progresse dans les différents niveaux, des bonus sont mis à sa disposition pour l'aider.
Le joueur progresse sur une carte qui montre différents endroits contenant une série de niveaux. Chaque ensemble comprend 10 niveaux avec un combat de boss à la fin. Au départ, un seul lieu est disponible et d'autres peuvent être débloqués en terminant les niveaux les uns après les autres. Chaque lieu a son propre personnage qui agit comme un tuteur dans le jeu et donne des conseils et des astuces pendant le jeu. En option, le joueur peut acheter un lieu déverrouillable qui offre une infinité de niveaux générés de façon aléatoire.
Chaque niveau contient un bonus spécial "cadeau", qui peut être utilisé pour gagner de la réputation dans le lieu en question.
Il existe sept lieux différents, dont l'un est un niveau spécial généré de façon aléatoire.

## Suites
Le jeu a eu quelques versions différentes, qui étaient uniquement sur mobile : Block Breaker Deluxe, qui est la version standard et qui s'appelle Block Breaker Midnight Challenge Deluxe sur PC, Block Breaker Valentine, qui a pour thème la Saint-Valentin, Block Breaker Christmas, qui a pour thème Noël, et Block Breaker Holidays, qui est similaire à Block Breaker Christmas, sauf qu'il n'a que 3 niveaux et que lorsque vous le terminez, il vous dit d'obtenir Block Breaker Deluxe. Il a également donné lieu à deux suites : Block Breaker 2 Live Deluxe, parfois appelé Block Breaker 2 Deluxe, et Block Breaker 3 Unlimited, appelé Block Breaker 3 Free+ sur les iPhones. 